# Al-Furqan Foundation
Al-Furqan Foundation — найстаріший ЗМІ Ісламської Держави. Він був створений у листопаді 2006 року. Al-Furqan Foundation випускав відео, аудіо та друковані матеріали. З 2014 року Al-Furqan Foundation спеціалізується лише на офіційних відео, аудіо та письмових матеріалах після створення інших медіа Ісламської Держави, у тому числі «Медіа-центру Аль-Хайят», який є ЗМІ, орієнтованим на населення Заходу більш ніж десятьма мовами та «Медіа-центру Аль-Фурат», звернений до народів Сходу кількома мовами, а також «Інституту Аль-Ітісам» та «Інституту Аджнад», які спеціалізуються на високоякісних аудіоматеріалах, таких як нашиди та декламації Корану.

## Публікації
Al-Furqan Foundation випускає відео, аудіо та друковані матеріали. З 2013 року він випустив понад 200 відео, деякі з яких є окремими версіями, а деякі — серіалами, на додаток до звернень лідерів Ісламської Держави:

### Дзвін мечів
Серія відео, що складається з чотирьох випусків, випущених арабською мовою; Четверта частина публікацій досягла найвищої популярності.

### Послання з країни епосів
Цикл із двадцяти двох серій, опублікованих арабською мовою, які є повідомленнями від бойовиків Ісламської Держави.

### Лицарі свідоцтва
Цикл із дев'яти серій, опублікований арабською мовою, які є повідомленнями від бойовиків Ісламської Держави.